# Hiallum camerunicum
Hiallum camerunicum är en kräftdjursart som beskrevs av Franco Ferrara och Helmut Schmalfuss 1985. Hiallum camerunicum ingår i släktet Hiallum och familjen Eubelidae. Inga underarter finns listade i Catalogue of Life.